# Lajes Pintadas
Lajes Pintadas là một đô thị thuộc bang Rio Grande do Norte, Brasil. Đô thị này có diện tích 130,208 km², dân số năm 2007 là 4582 người, mật độ 35,2 người/km².